# Arthur E. Arling
Arthur E. Arling (* 2. September 1906 in Missouri; † 16. Oktober 1991 in Yucca Valley, Kalifornien) war ein US-amerikanischer Kameramann.

## Leben
Arthur E. Arling absolvierte eine Ausbildung am New York Institute of Technology und fand dann eine Anstellung bei der Fox Film Corporation. Als Mitglied der Kameracrew war er u. a. an den Dreharbeiten zu Vom Winde verweht beteiligt. Auch im Militärdienst während des Zweiten Weltkriegs war Arling als Kameramann tätig. Für seinen ersten Film als Chefkameramann, Die Wildnis ruft, erhielt er einen Oscar für die beste Kamera. In der Folge fotografierte Arling Musicals ebenso wie Komödien ohne einen prägenden Stil zu entwickeln.

## Filmografie (Auswahl)
- 1934: Shirley’s großes Spiel (Baby, Take a Bow) (Kameraführer)
- 1946: Die Wildnis ruft (The Yearling)
- 1947: Endspurt (The Homestretch)
- 1947: Der Hauptmann von Kastilien (Captain from Castile)
- 1949: Der Liebesprofessor (Mother Is a Freshman)
- 1950: Varieté-Prinzessin (Wabash Avenue)
- 1952: Im Dutzend heiratsfähig (Belles on Their Toes)
- 1954: Liebe im Quartett (Three for the Show)
- 1955: Der gläserne Pantoffel (The Glass Slipper)
- 1955: Menschenraub (Ransom!)
- 1955: Tyrannische Liebe (Love Me or Leave Me)
- 1955: Und morgen werd’ ich weinen (I’ll Cry Tomorrow)
- 1957: Des Teufels Lohn (Man in the Shadow)
- 1957: Männer über Vierzig (This Happy Feeling)
- 1957: Tammy (Tammy and the Bachelor)
- 1959: Bettgeflüster (Pillow Talk)
- 1960: Das Buch Ruth (The Story of Ruth)
- 1961: Ein Pyjama für zwei (Lover Come Back)
- 1961: Noch Zimmer frei ´(The Notorious Landlady)
- 1961: Sexy! (Boys’ Night Out)
- 1963: Die Zwangsjacke (Strait-Jacket)
- 1964: Geheimauftrag Dubrovnik (The Secret Invasion)
- 1965: Ski Party
- 1966: Einmal noch – bevor ich sterbe (Once Before I Die)